# Reality pornogràfic

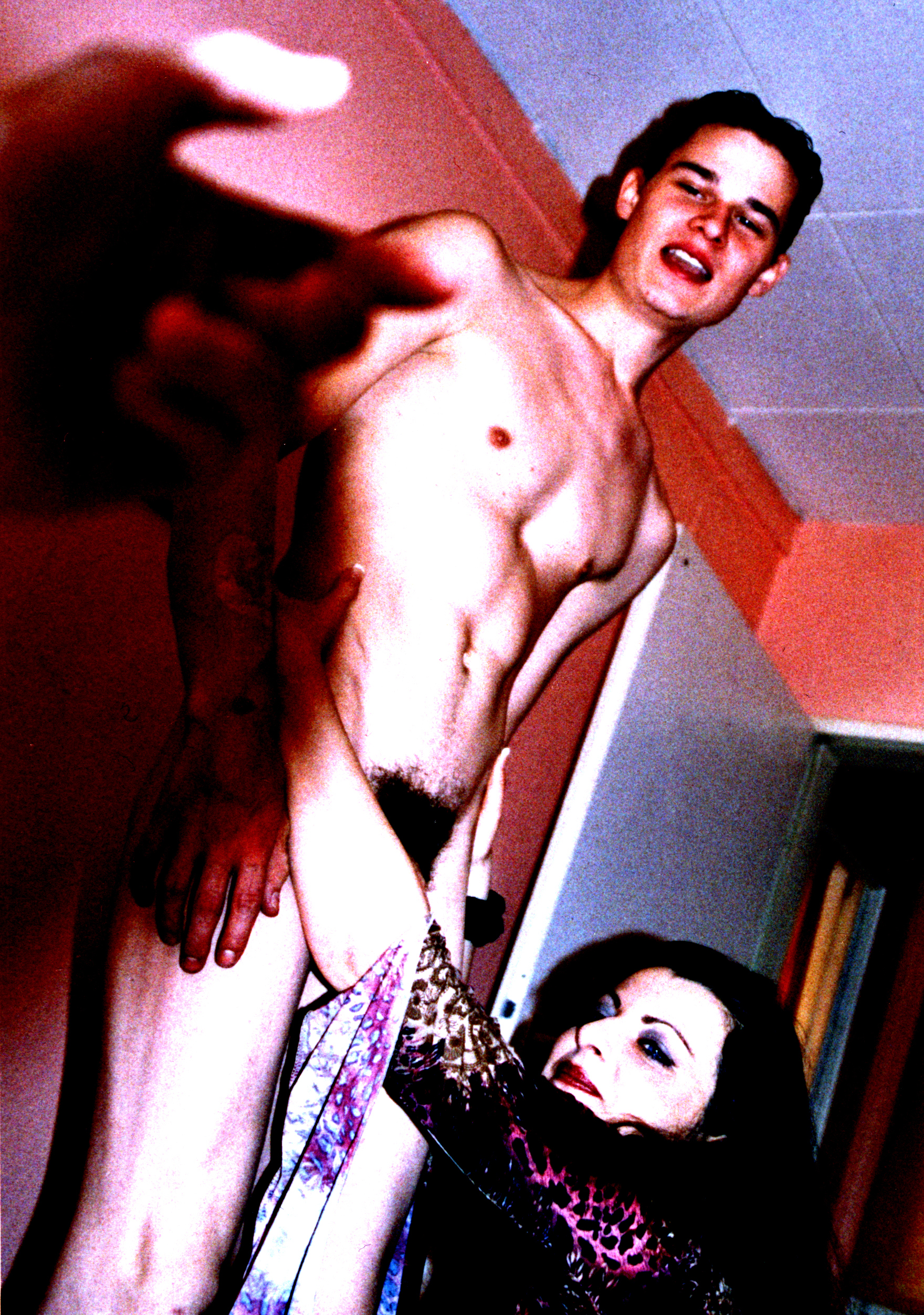

El reality pornogràfic és un gènere propi dins de les pel·lícules del cinema per a adults on les escenes representades, generalment filmades en cinéma vérité, configuren i precedeixen les trobades sexuals.
Aquestes escenes poden tenir al càmera involucrant-se directament en el sexe (com en les escenes de sexe gonzo o POV) o simplement filmar altres persones mantenint relacions sexuals. El gènere es presenta com a «parelles reals que tenen sexe real». També s'ha descrit com a «porno professionalment creat que busca emular l'estil de la pornografia amateur». Alguns estudis cinematogràfics que l'usen són Naughty America, Brazzers i Mofos.
La seva popularitat va créixer significativament a partir de l'any 2005. Alguns exemples importants d'aquest gènere són Girls Gone Wild i Girls Who Like Girls Series. El treball del cineasta Bruce Seven ha estat titllat de reality pornogràfic a causa de la manca de guions i per fer que els actors interpretin naturalment el seu propi personatge.
Per a complir amb els requisits de la indústria per a les proves de malalties de transmissió sexual (MTS), la gran majoria dels realitys pornogràfics implica actors i actrius professionals que es fan passar pels «aficionats».
Una altra variant de reality pronogràfic consisteix en parelles normals que són filmades per cineastes, en aquest cas l'única distinció òbvia respecte de la pornografia amateur és la major qualitat de producció, filmació i edició. Amb el desenvolupament de les noves tecnologies i la realitat virtual, aquests àmbits també s'han anat endinsant en el subgènere del reality pornogràfic.